# Маркіз Донегол

Герб маркізів Донегол.

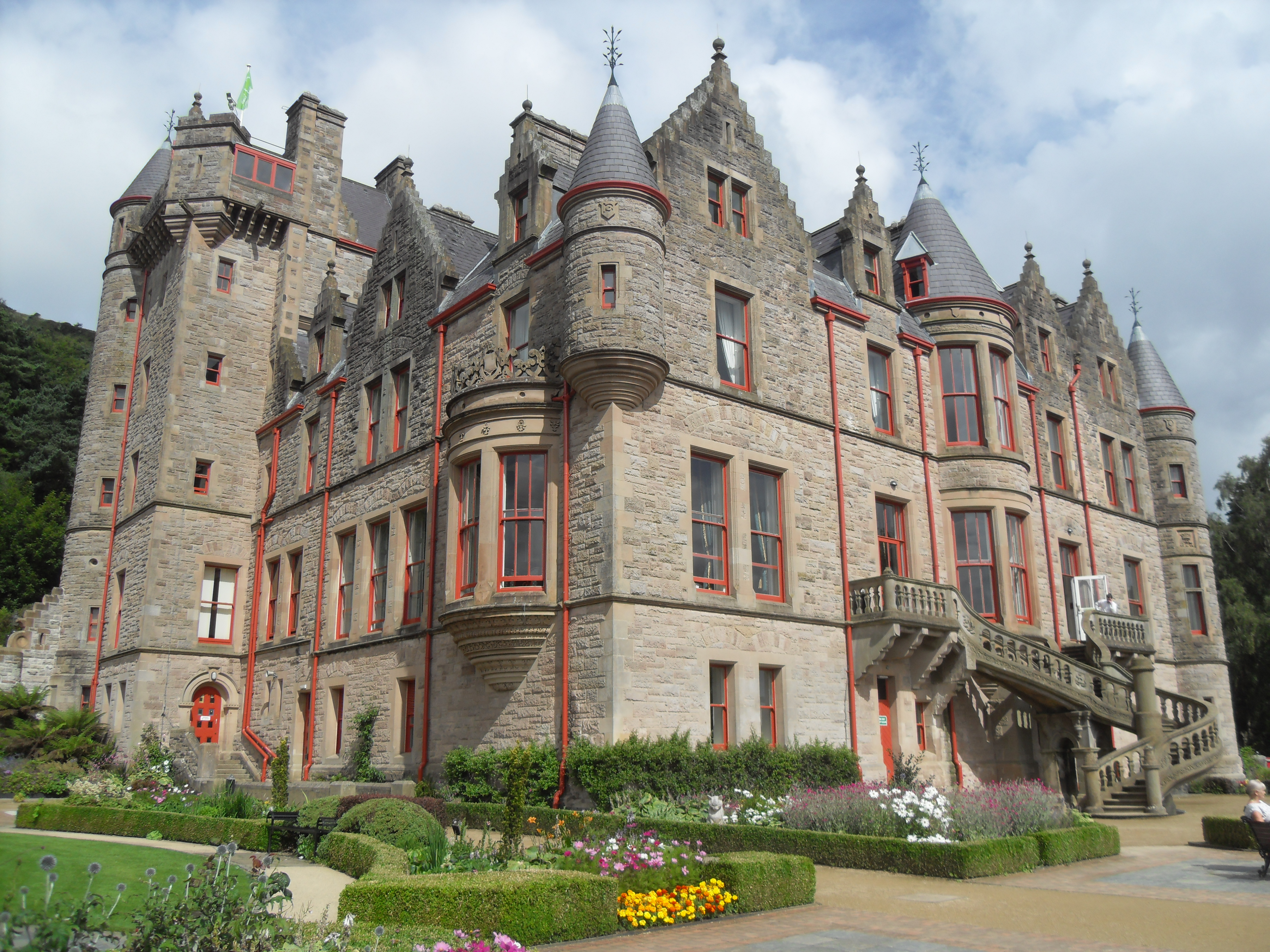
Замок Белфаст – резиденція маркізів Донегол.

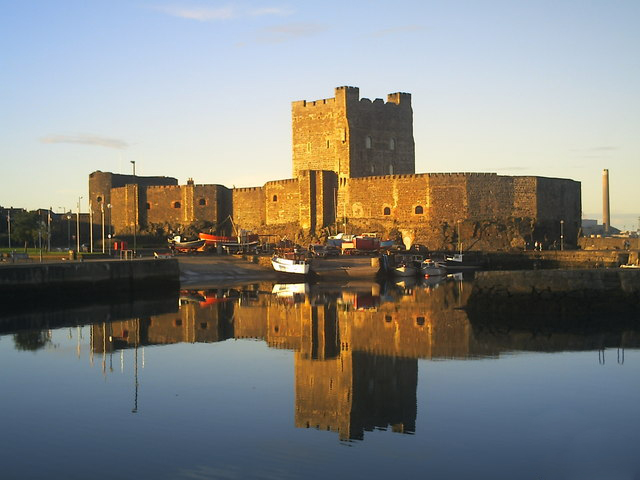
Замок Каррікфергус.

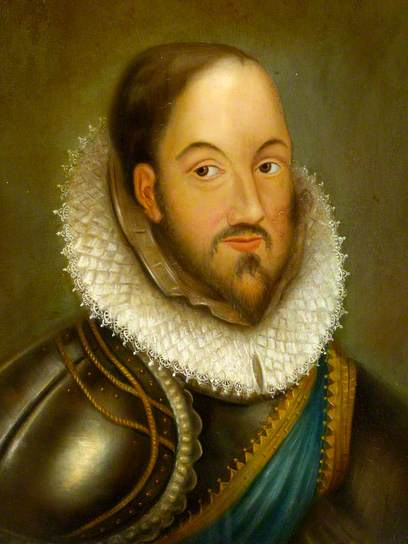
Артур Чічестер – І барон Чічестер (1563 – 1625)

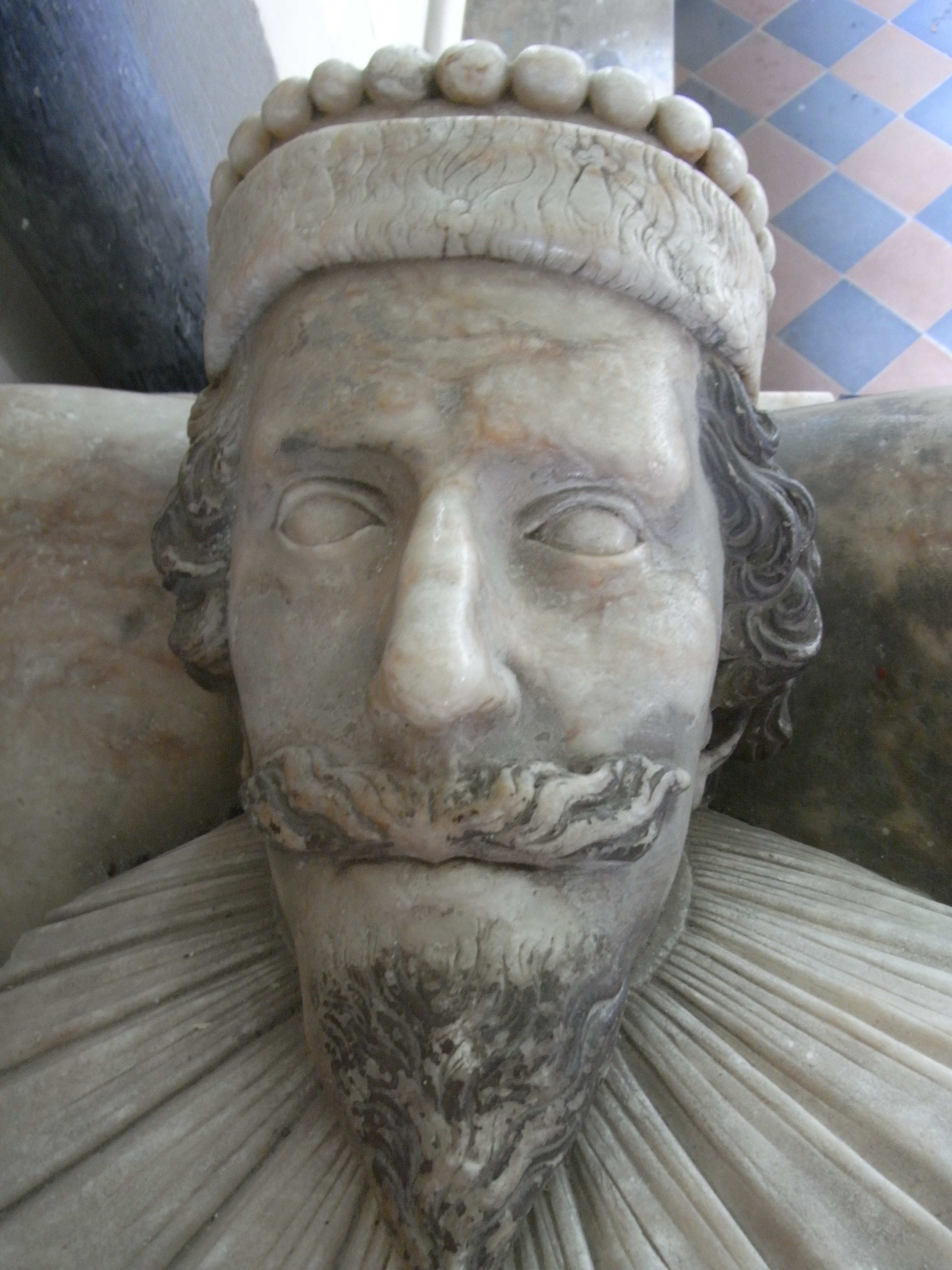
Едвард Чічестер – І віконт Чічестер (1568 – 1648)

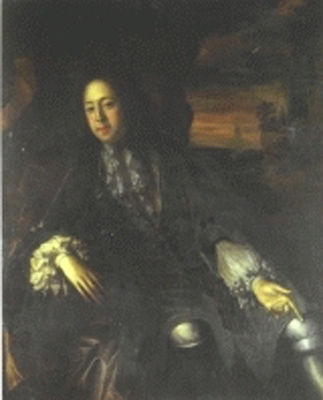
Артур Чічестер – III граф Донегол (1666 – 1706)

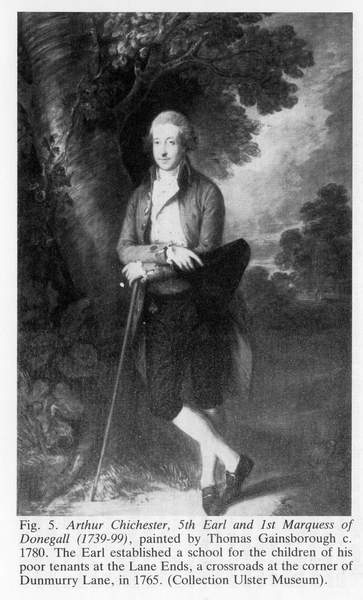
Артур Чічестер – І маркіз Донегол (1739 – 1799)

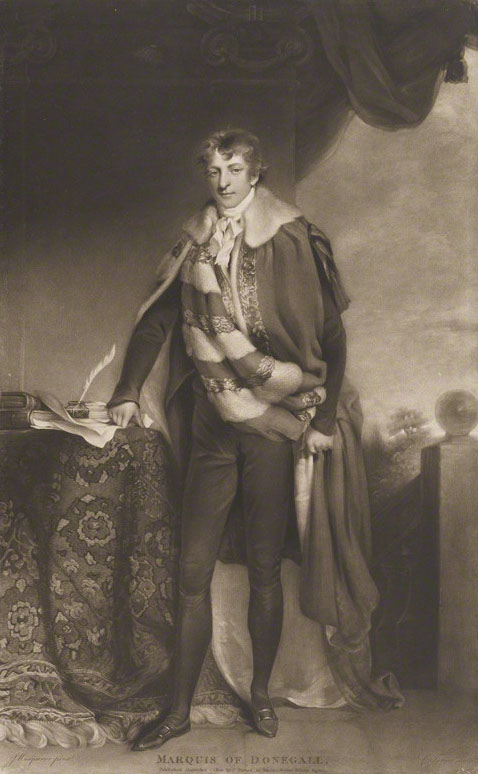
Джордж Август Чічестер – II маркіз Донегол (1769 – 1844)

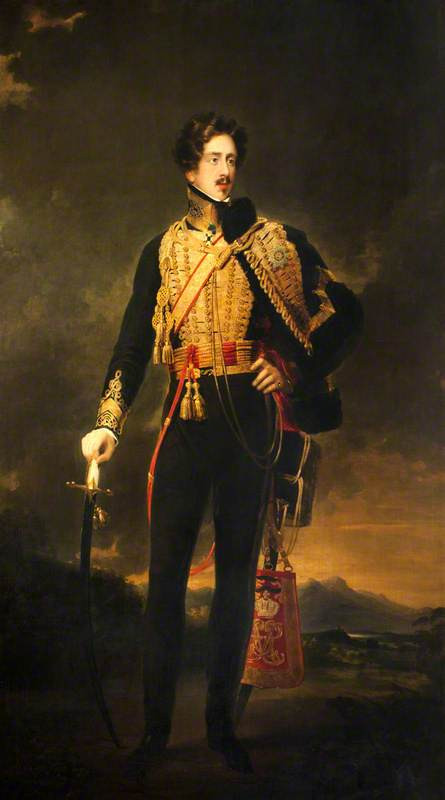
Джордж Гамільтон Чічестер – III маркіз Донегол (1797 – 1883)

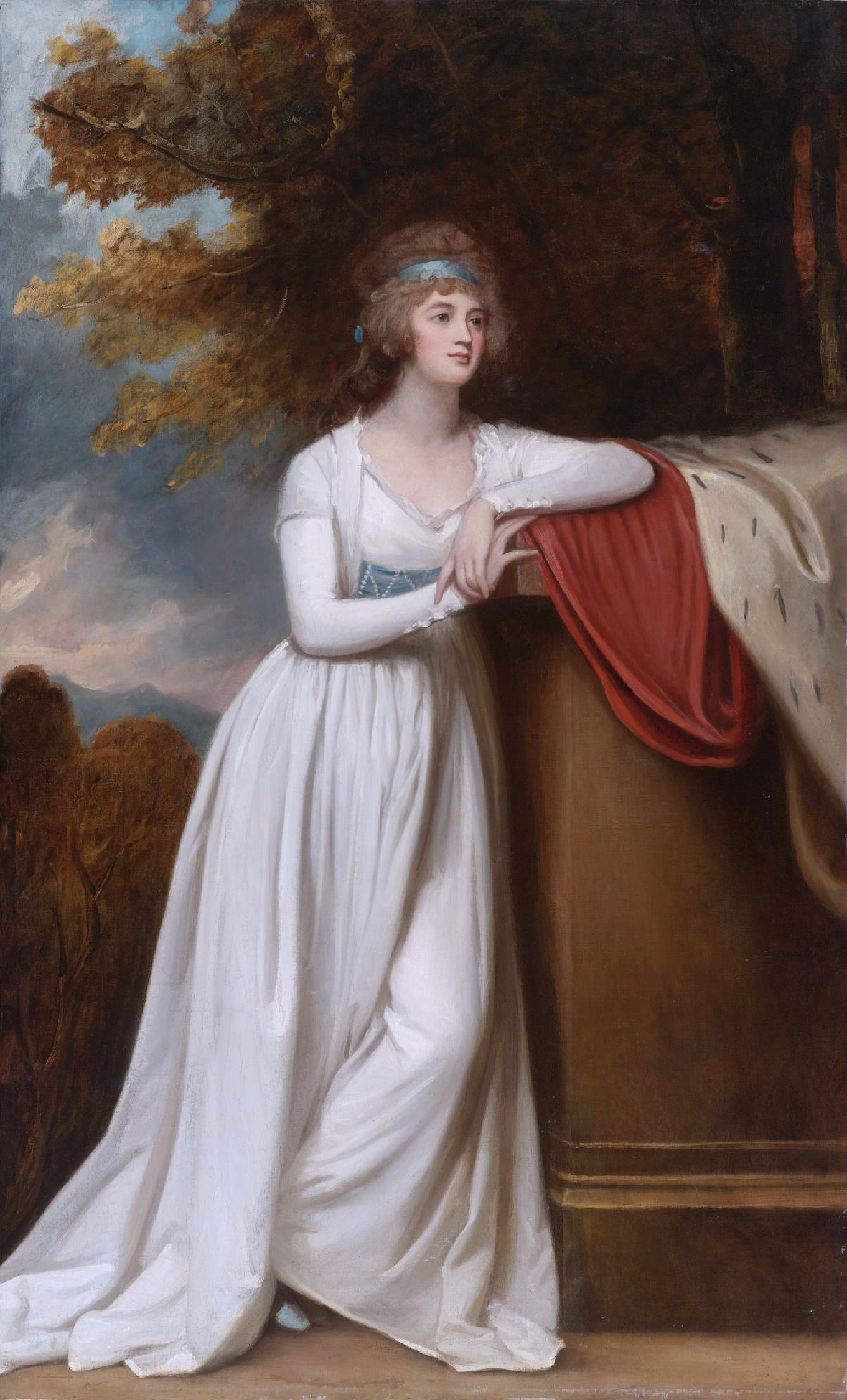
Барбара – маркіза Донегол.

Маркіз Донегол (англ. - Marquess of Donegall) – аристократичний титул в перстві Ірландії. 

## Гасло маркізів Донегол
Invictus sequitur honor – «Честь йде за тим, хто її не шукає» (лат.)

## Історія маркізів Донегол
Титул маркізів Донегол належить родині Чічестер, що походять з Девону, Англія. Сер Джон Чічестер був депутатом парламенту Англії, затятим протестантом, капітаном військово-морського флоту Англії, верховним шерифом графства Девон в 1557 році. Його дружиною була Гертруда Кортні – дочка Вільяма Кортні (1477 – 1535). Один з їх синів – сер Артур Чічестер (1563 – 1625) отримав посаду лорд-депутата Ірландії в 1605 – 1616 роках. Осіту він отримав в Екзетер-коледжі в Оксфорді. У 1588 році він командував кораблем «Ларк» в боях проти іспанської армади. У 1595 році він супроводжував Френсіса Дрейка під час його останньої експедиції до Америки. У 1596 році під час війни з Іспанією він командував ротою під час рейду на Кадіс. За цей бій він був посвячений в лицарі. У 1597 році він воював з іспанцями в Пікардії. Був поранений під час облоги Ам’єна. У 1613 році він отримав титул пера Ірландії як барон Чічестер з Белфасту, що графстві Антрім. Він відіграв значну роль в розбудові міста Белфаста. Його кар’єра в Ірландії почалася в 1598 році II граф Ессекс призначив його губернатором замку Каррікфергус після смерті його брата – сера Джона Чічестера, що загинув у битві за замок Керікфергус у 1597 році. Сер Джон Чічестер був обезголовлений після перемоги ірландським кланом Мак Доннелл. Джеймс Сорлі Мак Доннелл – вождь клану був отруєний у замку Данлюс за наказом Роберта Сесіла, щоб заспокоїти Чічестера. Під час Дев'ятирічної війни в Ірландії Артур Чічестер командував королівськими військами в Ольстері. Його тактика включала політику випаленої землі. Він оточив війська графа Тірон гарнізонами, фактично заморивши війська графа голодом. У листі до Сесіля 1600 року він зазначив, що «мільйон мечів не завдадуть їм такої шкоди, як один зимовий голод». Хоча ця тактика спочатку не була розроблена Чічестером, він застосовував її безжально, отримавши ненависті всіх ірландців. Послаблення військової позиції лорда Тірон змусило його покинути та знищити свою столицю в Данганноні. Після підписання Мелліфонтського договору він став наступником І графа Девоншир (раніше відомого як лорд Маунтджой) на посаді лорда-депутата Ірландії з 3 лютого 1605 року. Через рік, у 1606 році, він одружився з Летіс Перро - вдовою Волтера Вогана з Голден-Гроув, Кармартеншир та вдовою Джона Ленгхорна з Сент-Брідс, Пембрукшир, дочкою сера Джона Перро, колишнього лорда-депутата Ірландії. Лорд-депутат Артур Чічестер вважав ірландський католицизм головною загрозою для Корони Англії. Він керував масовими переслідуваннями католиків і наказав стратити двох єпископів, у тому числі літнього й шанованого єпископа Конора О’Девані. Його стосунки з традиційно католицькою знаттю англійської колонії Пейл в Ірландії, зокрема Х бароном Гаутом, були поганими. У жорстокій ворожнечі лорда Гаута з новими англійськими поселенцями, зокрема Томасом Джонсом, архієпископом Дубліна, і його сином, і віконтом Муром з Дрогеди, Чічестер не зміг повністю послабити його вплив, оскільки той був фаворитом короля Англії, Шотландії та Ірландії Якова І. Після «втечі графів» у 1607 році Артур Чічестер був провідною фігурою під час колонізації англійцями та шотландцями  Ольстера. Спочатку він планував, що кількість шотландських «плантаторів» буде невеликою, а корінні ірландські землевласники отримають більше землі. Однак після повстання О’Догерті в графстві Донегал у 1608 році його плани змінилися, і всі місцеві ірландські лорди втратили свої землі. Велика частина землі була надана багатим землевласникам з Англії та Шотландії. Артур Чічестер успішно проводив кампанію з нагородження ветеранів Дев’ятирічної війни в Ірландії землею, що фінансувалося Лондоном. У 1611 році він побудував новий замок Белфаст на місці попереднього норманського замку XII століття. У 1613 році він отримав титул пера Ірландії як І барон Чічестер. Погане здоров’я в 1614 році призвело до його відставки, і його термін перебування на посаді закінчився в лютому 1616 року. В останні роки життя лорд Артур Чічестер служив послом в імперії Габсбургів. Він помер бездітним у 1625 році і титул барона Чічестер зник.
Але в тому ж році титул барона Чічестер було відроджено – титул було створено вдруге і даровано його молодшому брату – Едварду Чічестеру, що став бароном Чічестер з Белфаста, графство Антрім та віконтом Чічестер з Каррікфергуса, що в графстві Антрім. Обидва титули були створені в перстві Ірландії. Едвард Чічестер (1568 – 8 липня 1648) – І віконт Чічестер з Еггесфорда в Девоні, був губернатором замку Каррікфергус та лордом-верховним адміралом озера Лох-Ней в Ірландії. Він був третім сином сера Джона Чічестера (помер у 1569 р.), лицаря, лорда маєтку Ролі в парафії Пілтон, Девон. У 1616 році він був посвячений у лицарі, а після смерті свого брата в 1625 році в пам’ять про нього отримав титул барона Чічестер з Белфаста та віконта Чічестер з Каррікфергус, що в графстві Антрім, обидва титули в перстві Ірландії. Він успадкував від брата його величезні маєтки та замки, посаду губернатора замку Каррікфергус та лорда-верховного адмірала озера Лох-Ней. Він став депутатом Палати лордів парламенту Ірландії в 1634 році. Був одружений двічі. Перший раз одружився в 1605 році з Енн Коплстон (1588 – 1616) – єдиною дочкою та спадкоємицею есквайра Джона Коплстона (помер 1606) з Еггесфорда та його дружини Дороті Бістон (померла 29 липня 1601). У цьому шлюбі були такі діти: 
- Артур Чічестер (1606 – 1674) – І граф Донеґол, старший син.
- Полковник Джон Чічестер (помер у 1647 р.) - рояліст під час Громадянської війни, що одружився з Мері Джонс - старшою донькою Роджера Джонса – І віконта Ранелаг (пом. 1643 р.), ірландського пера та лорда-президента Коннахту.
- Підполковник Едвард Чічестер (народився в 1611 році) – рояліст під час Громадянської війни, одружився з Елізабет Фішер – п’ятою донькою сера Едварда Фішера, лицаря, що був останнім лицарем, який у 1611 році отримав грамоти від короля Якова I на великі землі у Вексфорді, Ірландія, звідки він силою зброї вигнав місцеве населення і сформував «маєток Чічестер», а в 1617 році перейменував його на Фішерстаун.
- Елізабет Чічестер – старша донька, дружина сера Вільяма Рея, II баронета Рей (1600 – 1645)
- Мері Чічестер – молодша донька, вийшла заміж спочатку за Томаса Вайза з Сіденхема в парафії Мерістоу, Девон, а вдруге за Джона Гарріса з Редфорда.

Вдруге Едвард Чічестер одружився з Мері Денгем після 1616 року. Лорд Едвард Чічестер помер 8 липня 1648 року у своєму маєтку Еггесфорд у Девоні, де й був похований.
Титули успадкував його старший син Артур Чічестер. Він був видатним військовим діячем, отримав титул граф Донегол у перстві Ірландії в 1647 році з правом передавати цей титул спадкоємцям свого батька чоловічої статі. Він зробив кар’єру військового, перш ніж його обрали депутатом Палати громад парламенту Ірландії від графства Антрім в 1634 році та знову в 1640 році. Відзначившись у придушенні повстання в Ольстері в 1641 році, Артур Чічестер був прийнятий до Таємної Ради Ірландії в 1643 році. Завдяки Джеймсу Батлеру – І  герцога Ормонд, лорда-лейтенанта Ірландії, у 1647 році він отримав титул графа Донеґол перства Ірландії. Став депутатом Палати лордів парламенту Ірландії в 1661 році. У 1668 році він читав  лекції з математики в Трініті-коледжі Дубліна, цим започаткував щорічні публічні лекції в Школі математики в Трініті-коледжі. Був одружений тричі. Вперше одружився з Доркас Гілл (1607 – 1630) – донькою Джона Гілла з Гонілі, Ворікшир. У них була дочка Мері Чічестер -  дружина Джона Сент-Легера та мати Артура Сент-Легера, І віконта Донерейл (помер 1727 р.). Вдруге він одружився з леді Мері Дігбі (пом. 1648) – дочкою Джона Дігбі, І графа Брістоль, з нею він мав вісім дітей. Втретє він одружився в 1651 році з Летицією Гікс – дочкою сера Вільяма Гікса, І баронета Гікс, з нею в нього залишилися діти: син і донька, чотири інших доньки померли молодими. І граф Донегол помер після короткої хвороби в Белфасті в 1675 році і був похований у церкві Святого Миколая, Каррікфергус.
Він помер не маючи живих синів, титул графа Донегол успадкував його племінник Артур Чічестер, що став II графом Донегол. Він був старшим сином підполковника Джона Чічестера – другого сина І віконта Чічестер. Лорд Донегол був депутатом Палати громад парламенту Ірландії і представляв графство Донегол та Данганнон. Був посвячений в лицарі в Вайтхоллі в 1660 році. У 1672 році увійшов до Таємної Ради Ірландії.  
Титул успадкував його старший син Артур Чічестер, що став III графом Донегол. Відмовився засідати в парламенті Ірландії, який скликав король Англії Яків II в 1689 році, але був депутатом парламенту, який скликав король Англії Вільгельм III Оранський в 1692 році. Створив 35-й піхотний полк в Белфасті. Він був генерал-майором іспанської армії і брав участь у війні за іспанську спадщину. Він загинув у бою в 1706 році біля Барселони (Іспанія) і був похований там же. 
Титул успадкував його старший син Артур Чічестер, що став IV графом Донегол. Він помер бездітним і титул успадкував його племінник Артур Чічестер, що став V графом Донегол. Він був сином його ясновельможності Джона Чічестера – молодшого сина III графа Донегол. Отримав освіту в Трініті-коледжі в Оксфорді. Служив у Вестмінстері. Був обраний депутатом палати громад Великобританії та Палати громад Ірландії. У 1790 році він отримав титули барона Фішервік з Фішервіка, що в графстві Стаффорд у перстві Великобританії, а через рік отримав титули графа Белфаст та маркіза Донегол у перстві Ірландії.  Одружувався тричі. 11 вересня 1761 року він вперше одружився з леді Енн Гамільтон – донькою Джеймса Гамільтона, V герцога Гамільтон. У них було семеро дітей: 
- Леді Шарлотта Енн Чічестер (нар. 6 вересня 1762) – померла немовлям
- Леді Генрієтта Чічестер (нар. 16 січня 1765) – померла немовлям
- Джордж Чічестер (1769 – 1844) – II маркіз Донеґол
- Шановний Артур Чічестер (3 травня 1771 – 11 вересня 1788)
- Лорд Спенсер Стенлі Чічестер (1775 – 1819)
- Леді Елізабет Джуліана Чічестер (пом. 24 квітня 1787)
- Леді Амелія Чічестер - померла немовлям

24 жовтня 1788 року він одружився вдруге з Шарлоттою Мур ні Спенсер – донькою Конві Спенсера та родичкою Томаса Мура. Вона померла 19 вересня 1789 року. 
У жовтні 1790 року він одружився втретє з Барбарою – донькою преподобного доктора Люка Годфрі. Лорд Донеґол орендував заміську резиденцію в монастирі Батлі, Саффолк. Він помер у віці 59 років у своєму лондонському будинку на Сент-Джеймс-сквер, Вестмінстер. 
Джордж Август Чічестер (14 серпня 1769 — 5 жовтня 1844) – II маркіз Донеґол, віконт Чічестер, граф Белфаст був відомим англо-ірландським шляхтичем та політиком. Він народився в ольстерській аристократичній родині в Сент-Джеймсі, Вестмінстер, і менше року був депутатом Палати громад парламенту Ірландії від Каррікфергуса, перш ніж у 1799 році успадкував титул маркіза Донегол. Він був прийнятий до Таємної Ради Ірландії в 1803 році, а потім служив лордом-лейтенантом графства Донегол з 1831 року до своєї смерті. У 1821 році під час візиту короля Георга IV до Ірландії він став кавалером ордена Святого Патріка. Все своє життя був азартним гравцем. Він одружився з донькою Едварда Мея – лихваря та власника грального дому. Можливо, це була угода про скасування боргів. У 1818 році стало відомо, що Анна Мей була позашлюбною дочкою і була неповнолітньою, коли вийшла заміж. Закон 1753 року означав, що цей шлюб був недійсним, що позбавило б дітей спадщини та  титулів. Для вирішення ситуації було розпочато судове розслідування, але зміна шлюбного акту в 1822 році дозволила старшому синові зберегти спадщину. Лорд Донеґол помер маючи величезні борги в 1844 році у своєму домі в Ормо, графство Даун, був похований у церкві Святого Миколая, Каррікфергус.
III маркіз Донегол – Джордж Гамільтон Чічестер служив капітаном гвардії йоменів під командою лорда Джона Рассела в 1848 – 1852 роках. У 1841 році він отримав титули барона Еннішовен та Каррікфергус з Еннішовена, що в графстві Донегол та барона Каррікфергус у графстві Антрім у перстві Об’єднаного Королівства Великобританії та Ірландії. Він здобув освіту в Ітоні та Крайст-Черч в Оксфорді, перш піти служити капітаном 11-го гусарського полку. У 1818 році він був обраний депутатом Палати громад парламенту Об’єднаного Королівства Великобританії та Ірландії від Каррікфергусу, а через два роки став депутатом від Белфасту. У липні 1830 року він був приведений до присяги Таємної Ради Ірландії. Отримав посаду віце-камергера в адміністрації торі герцога Веллінгтона. Він продовжував служити віце-камергером після того, як лорд Ґрей сформував свій уряд вігів у листопаді 1830 року. У 1831 році він став кавалером Великого Хреста Королівського Гвельфського ордену. Він залишався віце-камергером до 1834 року, до останніх місяців прем’єрства лорда Мельбурна. У 1837 році його знову повернули до парламенту Белфаста. У 1838 році він знову став віце-камергером. Він пішов у відставку, коли уряд упав у 1841 році і протягом того ж року він безуспішно змагався в Белфасті як кандидат від лібералів. Натомість він отримав титул пера Об’єднаного Королівства як барон Еннішоуен і Каррікфергус. Під цим титулом він три роки перебував у Палаті лордів у Вестмінстері, перш ніж у 1844 році успадкував титул маркіза.  Він пішов у відставку разом з рештою уряду вігів на початку 1852 року. Окрім політичної кар’єри, він також служив лордом-лейтенантом Антріму з 1841 по 1883 рік. У 1857 році він був став кавалером ордена Святого Патріка. На момент його смерті в 1883 році він був старшим радником Таємної Ради Ірландії.
Обидва його сини померли раніше за нього, і після його смерті в 1883 році титул барона Еннішовен та Каррікфергус зник. Титул маркіза Донегол успадкував його молодший брат Едвард Чічестер, що став IV маркізом Донегол. Після смерті Едварда Артура Дональда Сент-Джорджа Гамільтона Чічестера – VI маркіза Донегол у 1975 році ця лінія маркізів Донегол перервалася. Титул успадкував його родич – V барон Темплмор Дермот Річард Клауд Чічестер, що став VII маркізом Донегол. До 1999 року, коли був прийнятий новий закон про Палату лордів парламенту Великобританії маркізи Донегол запсідали в Палаті лордів як барони Фішервік. 
На сьогодні титулом володіє Артур Патрік Чічестер, що успадкував титул від свого батька і став VIII маркізом Донегол у 2007 році. 
На честь маркізів Донегол названо низку об’єктів в Белфасті: Донегол-сквер, Донегол-плейс, Донегол-роуд, Донегол-пасс, Донегол-куей, Чічестер-стріт, Артур-стріт, Артур-сквер і Чічестер-парк.  

## Родина Чічестер
Іншими відомими людьми родини Чічестер були: 
- Джон Чічестер – онук сера Джона Чічестера, брата І барона Чічестер та І віконта Чічестер, отримав титул баронета Чічестер в 1641 році.
- Джон Чічестер – другий син І віконта Чічестер і батько II графа Донегол, був депутатом Палати громад парламенту Ірландії, представляв Дунганнон.
- Артур Чічестер – старший син лорда Спенсера Чічестера, другого сина І маркіза Донегол, отримав титул барона Темплмор в 1831 році.
- Лорд Артур Чічестер – четвертий син II маркіза Донегол
- Лорд Джон Чічестер - шостий син II маркіза Донегол, обидва представляли Белфаст у парламенті.
- Роберт Чічестер – старший син лорда Адольфа Чічестера, молодшого сина IV маркіза Донегол був депутатом парламенту і представляв Деррі. Його дружина Дегра також була політиком, а їхня донька Меріон Керолайн Дегра була матір’ю барона Мойола, що обіймав посаду прем’єр-міністра Північної Ірландії, політика сера Робіна Чічестер-Кларка та письменниці та телеведучої про садівництво Пенелопи Хобхаус.

## Резиденції маркізів Донегол
Родина Чічестер, графи Донегол та маркізи Донегол володіли чисельними резиденціями в різних частина Ірландії. Джоймаунт-Хаус був побудований для І барона Чічестер в 1610-х роках у Каррікфергусі на південному сході графства Антрім, ймовірно, завершений у 1618 році. Джоймаунт-Хаус разом із Чічестер-Хаусом на околиці Дубліна та Белфастським замком епохи англійської колонізації Ірландії у Белфасті були трьома головними резиденціями родини Чічестерів в Ірландії. Лорд Чічестер утримував Чічестер Хаус, розташований на Гогген Грін (нині Коледж Грін), як свою «міську» резиденцію на тодішній східній околиці Дубліна. Джоймаунт-Хаус було знесено на початку XVIII століття, тоді як Будинок парламенту був побудований на місці Чічестер-Хаусу в Дубліні на початку 1730-х років. Белфастський замок епохи англійської колонізації Ірландії був значною мірою знищений пожежею 24 квітня 1708 року та не відновлювався.
На початку та в середині XIX століття родинними резиденціями родини Чічестер були: Донегол-хаус – великий таунхаус на розі теперішньої Донегол-Плейс і Донегол-сквер на півночі в центрі Белфаста (Донегол-хаус був пізніше перетворений у 1820-х роках на готель «Роял»). Ормо-Хаус, особняк, здебільшого побудований у 1820-х роках в маєтку Ормо-Парк  у графстві Даун. Обидві ці резиденції пізніше були знесені, а будинок Ормо-Хаус було знесено в 1869 або 1870 роках. II маркіз Донеґол, знову ж таки на початку та в середині XIX століття, утримував будинок Фішервік-Лодж, мисливський «будиночок» поблизу Доак у графстві Антрім, у родинному маєтку. Пізніше замок Белфаст, на нижніх схилах Кейв-Гілл у північному Белфасті, був спеціально спроектований і побудований для III маркіза Донегол як головна резиденція родини. Цей новий замок Белфаст, вікторіанська будівля, побудована в 1860-х роках. Його успадкував VIII граф Шефтсбері та його дружина в жовтні 1883 року, таким чином вийшовши з-під власності родини Чічестер. Лорд Шефтсбері одружився з донькою III маркіза Донегол.
З жовтня 1953 року приблизно до 1996 року будинок Данброді, колишня резиденція баронів Темплмор поблизу Артурстауна на південному заході графства Вексфорд, був родинною резиденцією VII маркіза Донеґол. З жовтня 1953 року до травня 1975 року VII маркіз був відомий як V барон Темплмор. Артурстаун був названий на честь I графа Донегол. Будинок був проданий VII маркізом Донегол шеф-кухарю Кевіну Дандону, що у 1997 році перетворив його на розкішний готель і ресторан. Проте те, що залишилося від маєтку Данброді, все ще належить нинішньому голові родини – VIII маркізу Донеґол, нинішньою родинною резиденцією якого є значно менший будинок Данброді-Парк на території маєтку.

## Барони Чічестер (1613)
- Артур Чічестер (1563 – 1625) – І барон Чічестер

## Віконти Чічесте (1625)
- Едвард Чічестер (1568 – 1648) – І віконт Чічестер
- Артур Чічестер (1606 – 1675) – II віконт Чічестер (отримав титул граф Донеґол у 1647 р.)

## Графи Донегол (1647)
- Артур Чічестер (1606 – 1675) – І граф Донеґол
- Артур Чічестер (помер 1678) – II граф Донеґол
- Артур Чічестер (1666 – 1706) – III граф Донеґол
- Артур Чічестер (1695 – 1757) – IV граф Донеґол
- Артур Чічестер (1739 – 1799) – V граф Донеґол (нагороджений титулом барон Фішервік у 1790 р., титулом граф Белфаст і маркіз Донеґол у 1791 р.)

## Маркізи Донегол (1791)
- Артур Чічестер (1739 – 1799) – І маркіз Донеґол
- Джордж Август Чічестер (1769 – 1844) – II маркіз Донеґол
- Джордж Гамільтон Чічестер (1797–1883) – III маркіз Донеґол, барон Еннішоуен і Керрікфергус
- Едвард Чічестер (1799 – 1889) – IV маркіз Донеґол
- Джордж Август Гамільтон Чічестер (1822 – 1904) – V маркіз Донеґол
- Едвард Артур Дональд Сент-Джордж Гамільтон Чічестер (1903 – 1975) – VI маркіз Донеґол
- Дермот Річард Клод Чічестер (1916 – 2007) – VII маркіз Донеґол, V барон Темплмор
- Артур Патрік Чічестер (нар. 1952) – VIII маркіз Донеґол

Спадкоємцем титулу є єдиний син нинішнього власника титулу Джеймс Артур Чічестер – граф Белфаст (народився в листопаді 1990 року). Спадкоємцем спадкоємця титулу є його син Артур Гамфрі Джон Чічестер – віконт Чічестер (народився у травні 2022 р.).